# Bristol Jupiter
Bristol Jupiter - дев’ятициліндровий, однорядний, із зіркоподібним розташуванням циліндрів, поршневий двигун, розроблений британською авіакомпанією Cosmos Engineering.

## Історія розвитку
Jupiter був розроблений під час Першої світової війни Ройем Федденом. У повоєнний час, швидке скорочення витрат на військову галузь зробило Cosmos Engineering банкрутом і в 1920 році її придбала авіакомпанія Bristol Aeroplane Company. У той час двигун ставав одним з найнадійніших на ринку.  Після серії удосконалень і доопрацювань цей двигун став одним з найкращих в свій час. Bristol Jupiter був широко поширений в авіаційній галузі в 1920-х і 1930-х роках. Серійне виробництво було запущено в 1918 році і тривало аж до 1930 року.
Згодом Jupiter почав вироблятися за ліцензією в чотирнадцяти країнах. У Франції виробництвом займалася Gnome-Rhone. Двигуни використовувалися в місцевому авіабудівництві, хоча компанія широко продавала їх на експорт. Siemens-Halske отримала права на виробництво двигунів в Німеччині. На основі двигуна Jupiter вона створила більш потужну модифікацію Bramo 323 «Fafnir», яка згодом використовувалися на бойових літаках. В Японії право на виробництво двигунів Jupiter володіла авіакомпанія Nakajima, що використала Jupiter для розробки власного авіаційного двигуна Kotobuki. В Польщі Jupiter випускався фірмою PZL.  
В кінці 20-х років в СРСР все ще тривав імпорт значного числа двигунів не тільки для забезпечення експлуатації імпортованих раніше літаків, але і для спорудження і проектування власних. Серійних моторів, крім М-5, у той час не було, тому були придбані ліцензії на право виробництва двох найкращих в той час двигунів - це були висотні, німецький двигун водяного охолодження BMW-VI, що отримав марку М-17, і британський Bristol Jupiter VI, що отримав марку М-22. Обидва двигуни були досить швидко освоєні в серійному виробництві і протягом декількох років становили основу радянського моторного парку. 
Виробництво М-22 було розпочато на Державному авіазаводі  № 9 ("Мотор Січ"). Для ознайомлення з конструкцією і технологією виробництва інженери та робітники заводу були відряджені на фірму Gnome-Rhone. Завод був реконструйований і поповнений верстатним парком, необхідним для виробництва великої серії двигунів М-22. Завод швидко освоїв виробництво двигуна за кресленнями, які були випущені заводським ДКБ під керівництвом А.С. Назарова, і вже в 1930 році число випущених двигунів дозволило повністю звільнитися від імпорту. 
М-22 встановлювався на винищувачі І-4, І-5 та І-16, пасажирські літаки К-5, Сталь-3, ХАІ-1 та інші. Було випущено понад 3500 двигунів М-22.

## Технічний опис
М-22 - дев’ятициліндровий однорядний зіркоподібний двигун повітряного охолодження, із розрахунковою висотою польоту близько 1500 м. Він мав кілька характерних особливостей, зокрема, чотириклапанну головку циліндра з легкого сплаву, яка кріпилася на шпильках до плоского днища гільзи. Щоб забезпечити гарну теплопередачу від сталевого днища до голівки, необхідний був дуже точний пригін стику по площини, що досягалося ручною шліфовкою. Це був також один з небагатьох моторів, поршень якого був сильно полегшений шляхом видалення частини спідниці в ненавантаженій її зоні. Ще однією особливістю двигуна було застосування кінематичної системи компенсації зазорів в механізмі приводу клапанів, при якій осі клапанних коромисел поміщені не на головці циліндра, а на гойдалці, з'єднаній з головкою і компенсаторною тягою. Розміри ланок механізму підібрані таким чином, що при будь-якому переміщенні головки циліндра від картера (при нагріванні двигуна) зазори в клапанах залишаються практично незмінними.

## Застосування

### Cosmos Jupiter
Велика Британія
- Bristol Badger
- Bristol Bullet
- Sopwith Schneider
- Westland Limousine

### Bristol Jupiter
Велика Британія
- Airco DH.9
- Boulton & Paul Bugle
- Boulton Paul P.32
- Boulton Paul Partridge
- Boulton Paul Sidestrand
- Blackburn Beagle
- Blackburn Nile
- Blackburn Ripon
- Bristol Badger
- Bristol Badminton
- Bristol Bagshot
- Bristol Beaver
- Bristol Bloodhound
- Bristol Boarhound
- Bristol Brandon
- Bristol Bulldog
- Bristol Bullfinch
- Bristol Jupiter Fighter
- Bristol Seely
- Bristol Type 72
- Bristol Type 75
- Bristol Type 76
- Bristol Type 89
- Bristol Type 92
- Bristol Type 118
- de Havilland Dingo
- de Havilland DH.72
- de Havilland DH.50
- de Havilland Dormouse
- de Havilland Hercules
- de Havilland Hound
- de Havilland Giant Moth
- de Havilland Survey
- Fairey IIIF
- Fairey Ferret
- Fairey Flycatcher
- Fairey Hendon
- Gloster Gambet
- Gloster Gamecock
- Gloster Gnatsnapper
- Gloster Goldfinch
- Gloster Goral
- Gloster Goring
- Gloster Grebe
- Gloster Mars
- Gloster Survey
- Handley Page Clive
- Handley Page Hampstead
- Handley Page Hare
- Handley Page Hinaidi
- Handley Page HP.12
- Handley Page H.P.42
- Hawker Duiker
- Hawker Harrier
- Hawker Hart
- Hawker Hawfinch
- Hawker Hedgehog
- Hawker Heron
- Hawker Woodcock
- Parnall Plover
- Saunders Medina
- Saunders Severn
- Short Calcutta
- Short Chamois
- Short Gurnard
- Short Kent
- Short Rangoon
- Short Scylla
- Short Springbok
- Short S.6 Sturgeon
- Short Valetta
- Supermarine Seagull
- Supermarine Solent
- Supermarine Southampton
- Vickers F.21/26
- Vickers F.29/27
- Vickers Jockey
- Vickers Type 143
- Vickers Type 150
- Vickers Valiant
- Vickers Vellore
- Vickers Vellox
- Vickers Vespa
- Vickers Viastra
- Vickers Victoria
- Vickers Vildebeest
- Vickers Vimy
- Vickers Vimy Trainer
- Vickers Wibault Scout
- Westland Interceptor
- Westland Wapiti
- Westland Westbury
- Westland Witch
- Westland-Houston PV.3

 Франція
- Bernard 190
- Blériot-SPAD 51
- Blériot-SPAD S.56
- Gourdou-Leseurre LGL.32
- Villiers 26

 Німеччина
- Arado Ar 64
- Dornier Do 11
- Dornier Do J
- Dornier Do X
- Junkers F.13
- Junkers G 31
- Junkers W 34

 Нідерланди
- Fokker C.V
- Fokker F.VIIA
- Fokker F.VIII
- Fokker F.IX

 Польща
- PZL P.7

 Чехословаччина
- Aero A.32
- Avia BH-25
- Avia BH-33E

 Швеція
- Svenska Aero Jaktfalken

 СРСР
- І-4

### Gnome-Rhône Jupiter
Франція
- Bernard SIMB AB 12
- Blanchard BB-1
- Latécoère 6
- Lioré et Olivier LeO H-15
- Potez 29/4
- Wibault Wib.220
- Denhaut Hy.479

 Югославія
- Физир Ф1М-Јупитер

### М-22
СРСР
- К-5
- К-12
- І-5
- І-15
- І-16
- І-4
- АІР-7[1]